# Hubert Sumlin
Hubert Sumlin (Greenwood, 16 de novembro de 1931 - Wayne, 4 de  dezembro de 2011) foi um guitarrista de blues conhecido como tanto artista solo e elemento central da banda de apoio de Howlin' Wolf.
Foi considerado o 43º melhor guitarrista do mundo pela revista norte-americana Rolling Stone. Ele é citado como grande influência de vários artistas, incluindo Eric Clapton, Keith Richards, Stevie Ray Vaughan, Jimmy Page, e Jimi Hendrix.

## Discography

### Albums
| Ano  | Título                                                 | Selo                      |
| 1958 | One Dozen Berrys                                       | Chess Records             |
| 1964 | American Folk Blues                                    | Amiga                     |
| 1969 | Hubert's "American" Blues!                             | Scout                     |
| 1974 | Kings of Chicago Blues, Vol. 2                         | Disques Vogue             |
| 1976 | Groove                                                 | Black & Blue              |
| 1980 | Gamblin' Woman                                         | L + R                     |
| 1987 | Hubert Sumlin's Blues Party                            | Black Top                 |
| 1989 | Heart & Soul                                           | Blind Pig                 |
| 1990 | Healing Feeling                                        | Black Top                 |
| 1991 | Blues Guitar Boss                                      | JSP                       |
| 1994 | Made in Argentina 1993                                 | Blues Special             |
| 1994 | I'm the Back Door Man                                  | Blues Special             |
| 1994 | My Guitar and Me                                       | Evidence Music            |
| 1996 | Blues Classics                                         | Bellaphon                 |
| 1998 | I Know You                                             | APO                       |
| 1998 | Wake Up Call                                           | Blues Planet              |
| 1999 | Pinetop Perkins & Hubert Sumlin: Legends               | Telarc                    |
| 2003 | Doing the Don't                                        | Intuition                 |
| 2004 | About Them Shoes                                       | Tone-Cool/Artemis Records |
| 2010 | André Christovam Trio - Live in POA with Hubert Sumlin | Substancial Music         |
| 2010 | Midnight Memphis Sun                                   | NorthernBlues Music       |
| 2012 | Sky Road Songs                                         | Yellowbird                |

### Videos
| Ano  | Título                            | Selo           | Notas     |
| 2005 | The Blues Guitar of Hubert Sumlin | Homespun Tapes | VHS & DVD |